# Psilochalcis carinigena
Psilochalcis carinigena är en stekelart som först beskrevs av Cameron 1907.  Psilochalcis carinigena ingår i släktet Psilochalcis och familjen bredlårsteklar. Inga underarter finns listade i Catalogue of Life.